# Chaetacanthus magnificus
Chaetacanthus magnificus är en ringmaskart som först beskrevs av Grube 1876.  Chaetacanthus magnificus ingår i släktet Chaetacanthus och familjen Polynoidae. Inga underarter finns listade i Catalogue of Life.